# Orange Walk South
Orange Walk South – jednomandatowy okręg wyborczy w wyborach do Izby Reprezentantów, niższej izby parlamentu Belize. Obecnym reprezentantem tego okręgu jest polityk Zjednoczonej Partii Ludowej Jose Abelardo Mai.
Okręg Orange Walk South znajduje się dystrykcie Orange Walk w północno-zachodniej części kraju. 
Utworzony został w roku: 1961.

## Posłowie
| Rok   | Poseł             |  | Partia |
| ----- | ----------------- |  | ------ |
| 1984  | Onesimo Pech      |  | UDP    |
| 1989  | Guadalupe Pech    |  | PUP    |
| 1993  | Ruben Campos      |  | UDP    |
| 1998  | Salus Lizama      |  | PUP    |
| 2003  | Ismael Cal        |  | PUP    |
| 2008. | Marco Pech        |  | UDP    |
| 2012  | Jose Abelardo Mai |  | PUP    |